# Saison 2010 de l'équipe cycliste Milram
La saison 2010 de l'équipe cycliste Milram est la cinquième et dernière de l'équipe qui disparait en fin d'année du peloton professionnel. Elle débute en janvier sur le Tour Down Under et se termine en octobre sur le Tour de Lombardie.
En tant qu'équipe ProTour, elle participe au calendrier de l'UCI ProTour. L'équipe termine à la 26e place du classement mondial UCI.

## Préparation de la saison 2010

### Arrivées et départs
| Arrivées     | Équipe 2009        |
| ------------ | ------------------ |
| Wim De Vocht | Vacansoleil        |
| Roger Kluge  | LKT Brandenburg    |
| Dominik Nerz | Milram Continental |
| Luke Roberts | Kuota-Indeland     |
| Roy Sentjens | Silence-Lotto      |

| Départs       | Équipe 2010  |
| ------------- | ------------ |
| Luca Barla    | Nippo        |
| Christian Kux | retraite     |
| Martin Müller | retraite     |
| Ronny Scholz  | retraite     |
| Martin Velits | HTC-Columbia |
| Peter Velits  | HTC-Columbia |

## Coureurs et encadrement technique

### Effectif
| Coureur             | Date de naissance | Nationalité | Équipe 2009        | Équipe 2011             |
| ------------------- | ----------------- | ----------- | ------------------ | ----------------------- |
| Gerald Ciolek       | 19 septembre 1986 | Allemagne   | Milram             | Quick Step              |
| Wim De Vocht        | 29 avril 1982     | Belgique    | Vacansoleil        | Verandas Willems-Accent |
| Markus Eichler      | 18 février 1982   | Allemagne   | Milram             | NSP                     |
| Robert Förster      | 27 janvier 1978   | Allemagne   | Milram             | UnitedHealthcare        |
| Markus Fothen       | 9 septembre 1981  | Allemagne   | Milram             | NSP                     |
| Thomas Fothen       | 6 avril 1983      | Allemagne   | Milram             | NSP                     |
| Johannes Fröhlinger | 9 juin 1985       | Allemagne   | Milram             | Skil-Shimano            |
| Arthur Gajek        | 18 avril 1985     | Allemagne   | Milram             |                         |
| Linus Gerdemann     | 16 septembre 1982 | Allemagne   | Milram             | Leopard-Trek            |
| Roger Kluge         | 5 février 1986    | Allemagne   | LKT Brandenburg    | Skil-Shimano            |
| Servais Knaven      | 6 mars 1971       | Pays-Bas    | Milram             | retraite                |
| Christian Knees     | 5 mars 1981       | Allemagne   | Milram             | Sky                     |
| Dominik Nerz        | 25 août 1989      | Allemagne   | Milram Continental | Liquigas-Cannondale     |
| Luke Roberts        | 25 janvier 1977   | Australie   | Kuota-Indeland     | Saxo Bank-Sungard       |
| Dominik Roels       | 21 janvier 1987   | Allemagne   | Milram             | retraite                |
| Thomas Rohregger    | 23 décembre 1982  | Autriche    | Milram             | Leopard-Trek            |
| Matthias Russ       | 14 novembre 1983  | Allemagne   | Milram             | retraite                |
| Björn Schröder      | 27 octobre 1980   | Allemagne   | Milram             | Nutrixxion Sparkasse    |
| Roy Sentjens        | 15 décembre 1980  | Belgique    | Silence-Lotto      | retraite                |
| Wim Stroetinga      | 23 mai 1985       | Pays-Bas    | Milram             |                         |
| Niki Terpstra       | 18 mai 1984       | Pays-Bas    | Milram             | Quick Step              |
| Paul Voss           | 26 mars 1986      | Allemagne   | Milram             | Endura Racing           |
| Fabian Wegmann      | 20 juin 1980      | Allemagne   | Milram             | Leopard-Trek            |
| Peter Wrolich       | 30 mai 1974       | Autriche    | Milram             | retraite                |
| Stagiaire           | Date de naissance | Nationalité | Équipe 2010        | Équipe 2011             |
| Stefan Schäfer      | 6 janvier 1986    | Allemagne   | LKT Brandenburg    | LKT Brandenburg         |
| Michael Weicht      | 23 février 1988   | Allemagne   | LKT Brandenburg    | LKT Brandenburg         |

## Bilan de la saison

### Victoires
| Date       | Course                                    | Pays      | Classe | Vainqueur       |
| ---------- | ----------------------------------------- | --------- | ------ | --------------- |
| 09/02/2010 | Trofeo Inca                               | Espagne   | 1.1    | Linus Gerdemann |
| 05/03/2010 | 3e étape du Tour de Murcie                | Espagne   | 2.1    | Luke Roberts    |
| 10/03/2010 | 1re étape de Tirreno-Adriatico            | Italie    | HIS    | Linus Gerdemann |
| 22/03/2010 | 1re étape du Tour de Catalogne            | Espagne   | PT     | Paul Voss       |
| 01/05/2010 | Grand Prix de Francfort                   | Allemagne | 1.HC   | Fabian Wegmann  |
| 12/05/2010 | Batavus Prorace                           | Pays-Bas  | 1.1    | Markus Eichler  |
| 23/05/2010 | Neuseen Classics – Rund um die Braunkohle | Allemagne | 1.1    | Roger Kluge     |
| 28/05/2010 | 3e étape du Tour de Bavière               | Allemagne | 2.HC   | Gerald Ciolek   |
| 27/06/2010 | Championnat d'Allemagne sur route         | Allemagne | CN     | Christian Knees |
| 27/06/2010 | Championnat des Pays-Bas sur route        | Pays-Bas  | CN     | Niki Terpstra   |
| 08/08/2010 | Tour de Bochum                            | Allemagne | 1.1    | Niki Terpstra   |

### Résultats sur les courses majeures
Les tableaux suivants représentent les résultats de l'équipe dans les principales courses du calendrier international (les cinq classiques majeures et les trois grands tours). Pour chaque épreuve est indiqué le meilleur coureur de l'équipe, son classement ainsi que les accessits glanés par Milram sur les courses de trois semaines.

#### Classiques
| Classique            | Milan-San Remo        | Tour des Flandres  | Paris-Roubaix       | Liège-Bastogne-Liège | Tour de Lombardie    |
| -------------------- | --------------------- | ------------------ | ------------------- | -------------------- | -------------------- |
| Coureur (classement) | Linus Gerdemann (19e) | Roy Sentjens (21e) | Niki Terpstra (32e) | Fabian Wegmann (16e) | Fabian Wegmann (14e) |

#### Grands tours
| Grand tour           | Tour d'Italie         | Tour de France         | Tour d'Espagne            |
| -------------------- | --------------------- | ---------------------- | ------------------------- |
| Coureur (classement) | Linus Gerdemann (16e) | Thomas Rohregger (74e) | Johannes Fröhlinger (37e) |
| Accessits            | -                     | -                      | -                         |

### Classement UCI
L'équipe Milram termine à la vingt-sixième place du Calendrier mondial avec 118 points. Ce total est obtenu par l'addition des points des cinq meilleurs coureurs de l'équipe au classement individuel que sont Luke Roberts, 84e avec 56 points, Fabian Wegmann, 123e avec 20 points, Linus Gerdemann, 138e avec 16 points, Gerald Ciolek, 148e avec 13 points, et Robert Förster, 151e avec 13 points,.
| Rang | Coureur         | Points |
| ---- | --------------- | ------ |
| 84   | Luke Roberts    | 56     |
| 123  | Fabian Wegmann  | 20     |
| 138  | Linus Gerdemann | 16     |
| 148  | Gerald Ciolek   | 13     |
| 151  | Robert Förster  | 13     |
| 163  | Paul Voss       | 10     |
| 205  | Markus Fothen   | 4      |
| 231  | Christian Knees | 2      |
| 257  | Dominik Nerz    | 1      |
| 278  | Roger Kluge     | 1      |